# Neznělá alveolopalatální afrikáta
Neznělá alveolopalatální afrikáta je souhláska, která se vyskytuje v některých jazycích. V mezinárodní fonetické abecedě se označuje symbolem tɕ, pro zdůraznění současné artikulace lze zapsat s vázacím znakem t͡ɕ,číselné označení IPA je 103 (182), ekvivalentním symbolem v SAMPA je ts\.

## Charakteristika
- Způsob artikulace: polotřená souhláska (afrikáta). Vytváří se současnou artikulací dvou hlásek – [t]/[c] a [ɕ]. Nejprve se vytvoří krátká uzávěra (okluze), která je vzápětí uvolněna. Vzduch poté proudí úžinou (konstrikce), která se staví do proudu vzduchu, čímž vzniká šum.
- Místo artikulace: dásňopatrová souhláska (alveolopalatála). Úžina se vytváří mezi jazykem a dásňovým obloukem a zároveň i tvrdým patrem.
- Znělost: neznělá souhláska – při artikulaci jsou hlasivky v klidu. Znělým protějškem je dʑ.
- Ústní souhláska – vzduch prochází při artikulaci ústní dutinou.
- Středová souhláska – vzduch proudí převážně přes střed jazyka spíše než přes jeho boky.
- Pulmonická egresivní hláska - vzduch je při artikulaci vytlačován z plic.

## V češtině
V češtině se tato hláska nevyskytuje.

## V jiných jazycích

### Polština
V polštině je tato hláska zaznamenávána jako tzv. měkké Ć, ć (srov. tvrdé cz [tʂ]). Vyslovuje se tak i psané <c> před /i/: ci [tɕi]. Ve skupinách cia, cie, cio, ciu [tɕa, tɕɛ, tɕɔ, tɕu] se <i> nevyslovuje, ale měkčí předchozí <c>.

### Chorvatština, srbština
V chorvatštině a srbštině (popř. bosenštině/srbochorvatštině) je hláska zaznamenávána stejně jako v polštině, tj. ć, resp. ћ.

### Švédština
V některých švédských nářečích se takto vyslovuje psané tj, kj, též k před předními samohláskami. V některých nářečích se vyslovuje jako frikativa [ɕ]. (V učebnicích a slovnících se často pro zjednodušení poněkud nepřesně uvádí výslovnost [č]).